# إضافات موزيلا
إضافات موزيلا بالإنجليزية Mozilla Add-ons هو موقع ويب يقدم تمديدات وسمات وملحقات لمنتجات مؤسسة موزيلا، والتي أهمها: متصفح الويب فيرفكس، وقارئ البريد ثندربرد.

## اقرأ أيضا
- تمديد (موزيلا)
- مزايا فيرفكس

## وصلات خارجية
- الموقع الرسمي